# SV Neulengbach
El Sportverein Neulengbach es un club de fútbol austríaco de Neulengbach, un pueblo en el distrito de Sankt Pölten-Land. Es conocido sobre todo por su sección femenina. 

## Historia
El equipo masculino fue fundado en 1923. Juega en las divisiones inferiores de la liga austríaca. 
El femenino fue creado en 1996, y al año siguiente debutó en la Primera División. En 1999 fue subcampeón, y en 2003 ganó su primera liga. Desde entonces ha ganado dice ligas consecutivas, convirtiéndose en el gran dominador de la Frauenliga y en un fijo en la Liga de Campeones. En 2014 alcanzó los cuartos de final, su mejor resultado.

## Títulos
- 12 Ligas austríacas: 2003, 2004, 2005, 2006, 2007, 2008, 2009, 2010, 2011, 2012, 2013, 2014
- 10 Copas austríacas: 2003, 2004, 2005, 2006, 2007, 2008, 2009, 2010, 2011, 2012

### Récord en la Liga de Campeones

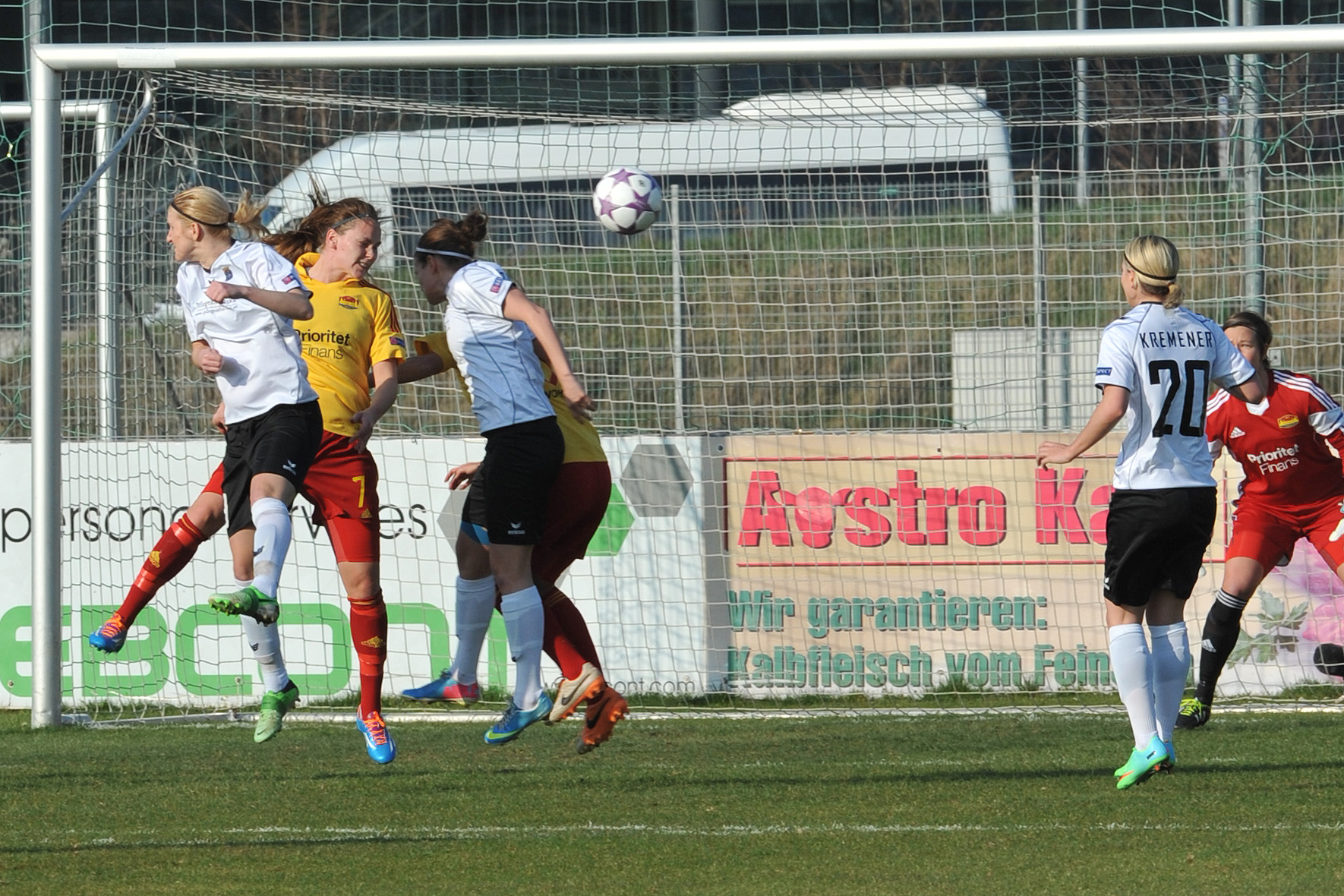
Jugada del Neulengbach-Tyresö, vuelta de los 1/4 de final de la Liga de Campeones 2013-14

- 2004: FP 14-0 Ledra, 6-3 Ziar, 7-0 Lombardini — 1/8 0-2 Athletic, 1-7 Frankfurt, 1-0 1º Dezembro
- 2005: FP 3-1 1º Dezembro, 0-7 Montpellier, 4-2 UC Dublin
- 2006: FP 5-1 UC Dublin, 5-1 Dinamo, 0-0 Bardolino — 1/8 1-12 Turbine, 0-4 Montpellier, 3-4 Saestum
- 2007: FP 5-1 Newtownabbey, 0-3 Breidablik, 3-0 1º Dezembro
- 2008: FP 4-3 Hibernian, 3-0 Mayo, 8-1 Czestochowa — 1/8 2-3 Bardolino, 0-7 Arsenal, 3-0 Alma
- 2009: FP 6-0 Krka, 8-0 Vamos, 4-0 1º Dezembro — 1/8 0-8 Lyon, 0-6 Arsenal, 5-3 Zürich
- 2010: 1/16 3-1 0-1 Unia — 1/8: 1-4 1-4 Torres
- 2011: 1/16 0-1 3-0 PAOK — 1/8 0-7 0-9 Turbine
- 2012: 1/16 1-2 5-0 SSVSM — 1/8 1-3 0-1 Malmö
- 2013: 1/16 1-1 2-2 Olimpia
- 2014: 1/16 2-1 1-1 Apollon — 1/8 3-0 3-0 Konak — 1/4 1-8 0-0 Tyresö
- 2015: 1/16 2-1 2-2 MTK — 1/8 Wolfsburgo (pendiente)